# Refuge Ottorino Mezzalama
Le refuge Ottorino Mezzalama se trouve dans le val d'Ayas, à 3 004 mètres d'altitude.

## Histoire
Il est dédié à l'alpiniste bolonais Ottorino Mezzalama (1888-1931), considéré comme le père de l'alpinisme italien.

## Caractéristiques et informations
Il se trouve sur la moraine latérale du Grand glacier de Verraz.

## Accès
On peut rejoindre ce refuge en 4-5 heures à partir du hameau Saint-Jacques (1 689 mètres).

## Ascensions
- Breithorn - 4 164 mètres
- Castor - 4 228 mètres
- Pollux - 4 092 mètres

## Traversées
- Refuge Quintino Sella au Félik - 3 585 mètres
- Refuge du Théodule - 3 317 mètres
- Bivouac Rossi et Volante - 3 750 mètres